# Кубок України з футболу
Кубок України з футболу — другий за значенням футбольний турнір України.
Кубок УРСР з футболу існував ще з 1937 року, однак у ньому брали участь лише колективи фізкультури та представники нижчих ліг радянського футболу.
З 1992 року турнір отримав нове дихання, в ньому почали брати участь усі українські професіональні клуби. Перемога в турнірі дає право участі в першому кваліфікаційному раунді Ліги Європи УЄФА (до 1999 року — в Кубку володарів кубків УЄФА, у 1999—2009 роках — у Кубку УЄФА).
Тільки 5 клубів ставали володарями Кубка:
1. «Шахтар» Донецьк — 15 разів (1995, 1997, 2001, 2002, 2004, 2008, 2011, 2012, 2013, 2016, 2017, 2018, 2019, 2024, 2025).
2. «Динамо» Київ — 13 разів (1993, 1996, 1998, 1999, 2000, 2003, 2005, 2006, 2007, 2014, 2015, 2020, 2021).
3. «Чорноморець» Одеса — 2 рази (1992, 1994).
4. «Ворскла» Полтава — 1 раз (2009).
5. «Таврія» Сімферополь — 1 раз (2010).

## Історія
Команда-переможець Кубка України з моменту першого розіграшу в сезоні 1992 автоматично отримує місце в єврокубках. Спочатку це було місце в Кубку володарів кубків, згодом Кубку УЄФА, який з сезону 2009—10, був перейменований у Лігу Європи. Раніше, якщо переможець Кубка вже кваліфікувався до Ліги чемпіонів УЄФА через Прем'єр-лігу, право на участь у Лізі Європи переходило до фіналіста Кубка. 
З сезону 2015/16 правила УЄФА змінилися: тепер, якщо переможець Кубка України вже отримав місце в єврокубках, путівка в Лігу Європи переходить до команди, яка посіла найвище місце у Прем'єр-лізі, але ще не кваліфікувалася в єврокубки. Таким чином, фіналіст кубка більше не має автоматичного права на участь у Лізі Європи.
У 2019 році донецький Шахтар встановив рекорд за кількістю перемог поспіль у цьому змаганні (4, з 2016 по 2019 роки). Також, саме Шахтар наразі є рекордсменом за кількістю перемог (14), програних фіналів (6) та участей у фіналі Кубка України (20).
Сезон Кубка України 2021—2022 було завершено достроково через російське вторгнення в Україну. Наступного сезону 2022—2023 турнір не проводили по цій же самій причині.
Перед стартом сезону 2025⁣—⁣2026 вперше за довгий час УАФ оновила дизайн трофея, а також були запрошені представники регіональних асоціацій. 

## Усі фінали кубка
| Роки розіграшу | Дата, місце проведення, кількість глядачів                              | Переможець                                          | Рахунок                                             | Фіналіст                                            |
| -------------- | ----------------------------------------------------------------------- | --------------------------------------------------- | --------------------------------------------------- | --------------------------------------------------- |
| 1992           | 31 травня 1992 Київ, Республіканський стадіон Глядачів: 12 000          | «Чорноморець» (Одеса)                               | 1:0 дч (0:0; 0:0)                                   | «Металіст» (Харків)                                 |
| 1992–1993      | 30 травня 1993 Київ, Республіканський стадіон Глядачів: 47 000          | «Динамо» (Київ)                                     | 2:1 (1:0)                                           | «Карпати» (Львів)                                   |
| 1993–1994      | 29 травня 1994 Київ, Республіканський стадіон Глядачів: 5000            | «Чорноморець» (Одеса)                               | 0:0 дч 5:3 пен.                                     | «Таврія» (Сімферополь)                              |
| 1994–1995      | 28 травня 1995 Київ, Республіканський стадіон Глядачів: 42 500          | «Шахтар» (Донецьк)                                  | 1:1 дч (0:1, 1:1) 7:6 пен.                          | «Дніпро» (Дніпропетровськ)                          |
| 1995–1996      | 26 травня 1996 Київ, НСК «Олімпійський» Глядачів: 47 000                | «Динамо» (Київ)                                     | 2:0 (1:0)                                           | «Нива» (Вінниця)                                    |
| 1996–1997      | 25 травня 1997 Київ, НСК «Олімпійський» Глядачів: 26 000                | «Шахтар» (Донецьк)                                  | 1:0 (1:0)                                           | «Дніпро» (Дніпропетровськ)                          |
| 1997–1998      | 31 травня 1998 Київ, НСК «Олімпійський» Глядачів: 42 700                | «Динамо» (Київ)                                     | 2:1 (2:0)                                           | ЦСКА (Київ)                                         |
| 1998–1999      | 30 травня 1999 Київ, НСК «Олімпійський» Глядачів: 71 000                | «Динамо» (Київ)                                     | 3:0 (2:0)                                           | «Карпати» (Львів)                                   |
| 1999–2000      | 27 травня 2000 Київ, НСК «Олімпійський» Глядачів: 45 500                | «Динамо» (Київ)                                     | 1:0 (1:0)                                           | «Кривбас» (Кривий Ріг)                              |
| 2000–2001      | 27 травня 2001 Київ, НСК «Олімпійський» Глядачів: 55 000                | «Шахтар» (Донецьк)                                  | 2:1 дч (0:1; 1:1)                                   | ЦСКА (Київ)                                         |
| 2001–2002      | 26 травня 2002 Київ, НСК «Олімпійський» Глядачів: 81 000                | «Шахтар» (Донецьк)                                  | 3:2 дч (1:1; 2:2)                                   | «Динамо» (Київ)                                     |
| 2002–2003      | 25 травня 2003 Київ, НСК «Олімпійський» Глядачів: 71 000                | «Динамо» (Київ)                                     | 2:1 (0:1)                                           | «Шахтар» (Донецьк)                                  |
| 2003–2004      | 30 травня 2004 Київ, НСК «Олімпійський» Глядачів: 68 000                | «Шахтар» (Донецьк)                                  | 2:0 (1:0)                                           | «Дніпро» (Дніпропетровськ)                          |
| 2004–2005      | 29 травня 2005 Київ, НСК «Олімпійський» Глядачів: 68 000                | «Динамо» (Київ)                                     | 1:0 (1:0)                                           | «Шахтар» (Донецьк)                                  |
| 2005–2006      | 2 травня 2006 Київ, НСК «Олімпійський» Глядачів: 25 000                 | «Динамо» (Київ)                                     | 1:0 (0:0)                                           | «Металург» (Запоріжжя)                              |
| 2006–2007      | 27 травня 2007 Київ, НСК «Олімпійський» Глядачів: 64 500                | «Динамо» (Київ)                                     | 2:1 (0:0)                                           | «Шахтар» (Донецьк)                                  |
| 2007–2008      | 7 травня 2008 Харків, «Металіст» Глядачів: 28 000                       | «Шахтар» (Донецьк)                                  | 2:0 (1:0)                                           | «Динамо» (Київ)                                     |
| 2008–2009      | 31 травня 2009 Дніпропетровськ, «Дніпро-Арена» Глядачів: 25 700         | «Ворскла» (Полтава)                                 | 1:0 (0:0)                                           | «Шахтар» (Донецьк)                                  |
| 2009–2010      | 16 травня 2010 Харків, «Металіст» Глядачів: 21 000                      | «Таврія» (Сімферополь)                              | 3:2 дч (2:0, 2:2)                                   | «Металург» (Донецьк)                                |
| 2010–2011      | 25 травня 2011 Суми, «Ювілейний» Глядачів: 27 800                       | «Шахтар» (Донецьк)                                  | 2:0 (0:0)                                           | «Динамо» (Київ)                                     |
| 2011–2012      | 6 травня 2012 Київ, НСК «Олімпійський» Глядачів: 47 314                 | «Шахтар» (Донецьк)                                  | 2:1 дч (1:0, 1:1)                                   | «Металург» (Донецьк)                                |
| 2012–2013      | 22 травня 2013 Харків, «Металіст» Глядачів: 40 003                      | «Шахтар» (Донецьк)                                  | 3:0                                                 | «Чорноморець» (Одеса)                               |
| 2013–2014      | 15 травня 2014 Полтава, «Ворскла» ім. Бутовського Глядачів: 9 700       | «Динамо» (Київ)                                     | 2:1                                                 | «Шахтар» (Донецьк)                                  |
| 2014–2015      | 4 червня 2015 Київ, НСК «Олімпійський» Глядачів: 53 455                 | «Динамо» (Київ)                                     | 0:0 дч 5:4 пен.                                     | «Шахтар» (Донецьк)                                  |
| 2015–2016      | 21 травня 2016 Львів, «Арена Львів» Глядачів: 21 720                    | «Шахтар» (Донецьк)                                  | 2:0                                                 | «Зоря» (Луганськ)                                   |
| 2016–2017      | 17 травня 2017 Харків, «Металіст» Глядачів: 25 000                      | «Шахтар» (Донецьк)                                  | 1:0                                                 | «Динамо» (Київ)                                     |
| 2017–2018      | 9 травня 2018 Дніпро, «Дніпро-Арена» Глядачів: 28 155                   | «Шахтар» (Донецьк)                                  | 2:0                                                 | «Динамо» (Київ)                                     |
| 2018–2019      | 15 травня 2019 Запоріжжя, «Славутич-Арена» Глядачів: 11 100             | «Шахтар» (Донецьк)                                  | 4:0 (3:0)                                           | «Інгулець» (Петрове)                                |
| 2019–2020      | 8 липня 2020 Харків, «Металіст» Глядачів: 0                             | «Динамо» (Київ)                                     | 1:1 8:7 пен.                                        | «Ворскла» (Полтава)                                 |
| 2020–2021      | 13 травня 2021 Тернопіль, Міський стадіон ім. Шухевича Глядачів: 12 000 | «Динамо» (Київ)                                     | 1:0 дч                                              | «Зоря» (Луганськ)                                   |
| 2021–2022      | Турнір було завершено достроково, фінал не відбувся                     | Турнір було завершено достроково, фінал не відбувся | Турнір було завершено достроково, фінал не відбувся | Турнір було завершено достроково, фінал не відбувся |
| 2022–2023      | Турнір не проводився                                                    | Турнір не проводився                                | Турнір не проводився                                | Турнір не проводився                                |
| 2023–2024      | 15 травня 2024 Рівне, «Авангард» Глядачів: 3 500                        | «Шахтар» (Донецьк)                                  | 2:1                                                 | «Ворскла» (Полтава)                                 |
| 2024–2025      | 14 травня 2025 Житомир, Центральний Глядачів: 4 740                     | «Шахтар» (Донецьк)                                  | 1:1 6:5 пен.                                        | «Динамо» (Київ)                                     |

## Статистика фіналів за клубами
| М     | Клуб                   | Перемоги | Фінали | Сезони перемог | Сезони фіналів                                       |
| ----- | ---------------------- | -------- | ------ | --- | ---------------------------------------------------- |
| 1     | «Шахтар» (Донецьк)     | 15       | 6      | 1994-95, 1996-97, 2000-01, 2001-02, 2003-04, 2007-08, 2010-11, 2011-12, 2012-13, 2015-16, 2016-17, 2017-18, 2018-19, 2023-24, 2024-25 | 2002-03, 2004-05, 2006-07, 2008-09, 2013-14, 2014-15 |
| 2     | «Динамо» (Київ)        | 13       | 6      | 1992-93, 1995-96, 1997-98, 1998-99, 1999-00, 2002-03, 2004-05, 2005-06, 2006-07, 2013-14, 2014-15, 2019-20, 2020-21                   | 2001-02, 2007-08, 2010-11, 2016-17, 2017-18, 2024-25 |
| 3     | «Чорноморець» (Одеса)  | 2        | 1      | 1992, 1993-94 | 2012-13                                              |
| 4     | «Ворскла» (Полтава)    | 1        | 2      | 2008-09 | 2019-20, 2023-24                                     |
| 5     | «Таврія» (Сімферополь) | 1        | 1      | 2009-10 | 1993-94                                              |
| 6     | «Дніпро»               | 0        | 3      | — | 1994-95, 1996-97, 2003-04                            |
| 7-10  | «Карпати» (Львів)      | 0        | 2      | — | 1992-93, 1998-99                                     |
| 7-10  | ЦСКА (Київ)            | 0        | 2      | — | 1997-98, 2000-01                                     |
| 7-10  | «Металург» (Донецьк)   | 0        | 2      | — | 2009-10, 2011-12                                     |
| 7-10  | «Зоря» (Луганськ)      | 0        | 2      | — | 2015-16, 2020-21                                     |
| 11-15 | «Металіст» (Харків)    | 0        | 1      | — | 1992                                                 |
| 11-15 | «Нива-В» (Вінниця)     | 0        | 1      | — | 1995-96                                              |
| 11-15 | «Кривбас» (Кривий Ріг) | 0        | 1      | — | 1999-00                                              |
| 11-15 | «Металург» (Запоріжжя) | 0        | 1      | — | 2005-06                                              |
| 11-15 | «Інгулець» (Петрове)   | 0        | 1      | — | 2018-19                                              |

## Найкращі команди в історії змагання (1992–2022)
| М   | Команда          | Нас. пункт  | У  | I   | В   | Н  | П  | МЗ  | МП  | РМ  | О   | Примітка |
| --- | ---------------- | ----------- | -- | --- | --- | -- | -- | --- | --- | --- | --- | -------- |
| 1.  | «Динамо»         | Київ        | 30 | 155 | 119 | 19 | 17 | 364 | 95  | 269 | 257 |          |
| 2.  | «Шахтар»         | Донецьк     | 30 | 160 | 117 | 22 | 21 | 366 | 112 | 254 | 256 |          |
| 3.  | «Дніпро»         | Дніпро      | 25 | 118 | 69  | 17 | 32 | 192 | 108 | 84  | 155 |          |
| 4.  | «Таврія»         | Сімферополь | 27 | 96  | 54  | 15 | 27 | 164 | 113 | 51  | 123 |          |
| 5.  | «Чорноморець»    | Одеса       | 30 | 102 | 50  | 12 | 40 | 170 | 112 | 58  | 112 |          |
| 6.  | «Карпати»        | Львів       | 27 | 94  | 47  | 14 | 33 | 135 | 101 | 34  | 108 |          |
| 7.  | «Ворскла»        | Полтава     | 30 | 92  | 48  | 13 | 31 | 124 | 105 | 19  | 109 |          |
| 8.  | «Волинь»         | Луцьк       | 28 | 89  | 42  | 12 | 35 | 145 | 131 | 14  | 96  |          |
| 9.  | «Металург»       | Запоріжжя   | 22 | 78  | 40  | 11 | 27 | 118 | 90  | 28  | 91  |          |
| 10. | «Металіст»       | Харків      | 23 | 76  | 33  | 16 | 27 | 104 | 91  | 13  | 82  |          |
| 11. | «Іллічівець»     | Маріуполь   | 27 | 74  | 37  | 7  | 30 | 121 | 109 | 12  | 81  |          |
| 12. | «Кривбас»        | Кривий Ріг  | 21 | 70  | 37  | 7  | 26 | 108 | 102 | 6   | 81  |          |
| 13. | «Металург»       | Донецьк     | 17 | 63  | 34  | 8  | 21 | 100 | 78  | 22  | 76  |          |
| 14. | «Нива» (В)       | Вінниця     | 20 | 67  | 30  | 13 | 24 | 87  | 78  | 9   | 73  |          |
| 15. | «Сталь»          | Алчевськ    | 21 | 61  | 32  | 8  | 21 | 99  | 70  | 29  | 72  |          |
| 16. | «Миколаїв»       | Миколаїв    | 28 | 67  | 27  | 9  | 31 | 82  | 95  | -13 | 63  |          |
| 17. | «Зоря»           | Луганськ    | 24 | 66  | 25  | 11 | 30 | 80  | 104 | -24 | 61  |          |
| 18. | ФК «Олександрія» | Олександрія | 24 | 61  | 22  | 14 | 25 | 77  | 79  | -2  | 58  |          |
| 19. | «Нива» (Т)       | Тернопіль   | 30 | 68  | 23  | 11 | 34 | 70  | 93  | -23 | 57  |          |
| 20. | «Десна»          | Чернігів    | 25 | 55  | 24  | 8  | 23 | 82  | 76  | 6   | 56  |          |
| 21. | «Нафтовик»       | Охтирка     | 21 | 52  | 22  | 9  | 21 | 67  | 78  | -11 | 53  |          |
| 22. | «Верес»          | Рівне       | 20 | 53  | 22  | 7  | 24 | 71  | 75  | -4  | 51  |          |

## Найкращі бомбардири в історії Кубка України

### За історію
Станом на 2 січня 2023 року
|       | Гравець            | Клуб                                                                          | Ігри | Голи |
| ----- | ------------------ | ----------------------------------------------------------------------------- | ---- | ---- |
| 1     | Андрій Воробей     | «Шахтар» Д, «Шахтар-2», «Дніпро» Дн, «Арсенал» К, «Металіст»                  | 54   | 25   |
| 2     | Максим Шацьких     | «Динамо» К, «Арсенал» К, «Чорноморець» Од, «Говерла»                          | 50   | 24   |
| 3     | Олександр Паляниця | «Дніпро» Дн, «Верес», «Карпати» Л, «Кривбас», «Металіст» Х                    | 48   | 22   |
| 4     | Андрій Шевченко    | «Динамо-2», «Динамо» К                                                        | 31   | 21   |
| 5-6   | Сергій Ребров      | «Шахтар» Д, «Динамо» К                                                        | 51   | 20   |
| 5-6   | Андрій Ярмоленко   | «Десна», «Динамо» К                                                           | 27   | 20   |
| 7     | Андрій Покладок    | «Скала» С, «Карпати» Л, «Металург» Д, ПФК «Олександрія», «Рава», «Галичина» Л | 46   | 19   |
| 8     | Луїс Адріану       | «Шахтар» Д                                                                    | 34   | 18   |
| 9     | Олег Матвєєв       | «Динамо» К, «Шахтар» Д, «Кремінь», «Металург» З, «Металург» Д                 | 35   | 17   |
| 10-11 | Олексій Антюхін    | «Металург» З, «Таврія» С, «Динамо» К, «Ворскла»                               | 34   | 16   |
| 10-11 | Олег Гусєв         | «Фрунзенець-Ліга-99», «Арсенал» (Київ), «Борисфен», «Динамо» К                | 51   | 16   |

### За сезонами
| Бомбардири за сезонами | Бомбардири за сезонами | Бомбардири за сезонами             | Бомбардири за сезонами | Бомбардири за сезонами |
| Сезон                  | Гравець                | Клуб                               | Ігри                   | Голи (пен.)            |
| ---------------------- | ---------------------- | ---------------------------------- | ---------------------- | ---------------------- |
| 1992                   | Олександр Заєць        | «Торпедо» (Запоріжжя)              | 8                      | 6                      |
| 1992/1993              | Віталій Парахневич     | СК «Одеса»                         | 6                      | 8                      |
| 1993/1994              | Олексій Антюхін        | «Таврія» (Сімферополь)             | 7                      | 5                      |
| 1993/1994              | Едуард Валенко         | ФК «Львів», «Карпати» (Львів)      | 8                      | 5                      |
| 1994/1995              | Андрій Шевченко        | «Динамо-2» (Київ), «Динамо» (Київ) | 8                      | 6                      |
| 1995/1996              | Олександр Паляниця     | «Дніпро» (Дніпропетровськ)         | 3                      | 4                      |
| 1995/1996              | Олександр Перенчук     | «Нива» (Миронівка)                 | 3                      | 4                      |
| 1995/1996              | Олександр Ігнатьєв     | «Нива» (Миронівка)                 | 3                      | 4                      |
| 1996/1997              | Яків Кріпак            | «Металург» (Запоріжжя)             | 6                      | 5                      |
| 1997/1998              | Андрій Шевченко        | «Динамо» (Київ)                    | 8                      | 8                      |
| 1998/1999              | Артем Лопаткін         | «Сталь» (Алчевськ)                 | 6                      | 8                      |
| 1998/1999              | В'ячеслав Терещенко    | СК «Одеса»                         | 10                     | 8 (1)                  |
| 1999/2000              | Максим Шацьких         | «Динамо» (Київ)                    | 4                      | 4                      |
| 1999/2000              | Валентин Полтавець     | «Металург» (Запоріжжя)             | 4                      | 4 (3)                  |
| 2000/2001              | Андрій Воробей         | «Шахтар» (Донецьк)                 | 5                      | 6                      |
| 2001/2002              | Євген Арбузов          | «Титан» (Армянськ)                 | 4                      | 5 (1)                  |
| 2001/2002              | Андрій Воробей         | «Шахтар» (Донецьк)                 | 6                      | 5                      |
| 2001/2002              | Максим Шацьких         | «Динамо» (Київ)                    | 6                      | 5                      |
| 2002/2003              | Андрій Воробей         | «Шахтар» (Донецьк)                 | 6                      | 5 (1)                  |
| 2002/2003              | Максим Шацьких         | «Динамо» (Київ)                    | 7                      | 5                      |
| 2003/2004              | Олександр Косирін      | «Чорноморець» (Одеса)              | 6                      | 5 (1)                  |
| 2004/2005              | Діого Рінкон           | «Динамо» (Київ)                    | 7                      | 6 (2)                  |
| 2005/2006              | Клебер                 | «Динамо» (Київ)                    | 5                      | 5                      |
| 2006/2007              | Руслан Левига          | «Іллічівець» (Маріуполь)           | 5                      | 6                      |
| 2007/2008              | Володимир Коритько     | «Чорноморець» (Одеса)              | 5                      | 5 (3)                  |
| 2008/2009              | Андрій Ярмоленко       | «Динамо» (Київ)                    | 3                      | 5                      |
| 2009/2010              | Олександр Ковпак       | «Таврія» (Сімферополь)             | 4                      | 5 (1)                  |
| 2010/2011              | Андрій Олійник         | «Карпати» (Яремче)                 | 3                      | 5                      |
| 2011/2012              | Майкон                 | «Волинь» (Луцьк)                   | 4                      | 5 (1)                  |
| 2012/2013              | Луїс Адріану           | «Шахтар» (Донецьк)                 | 5                      | 4                      |
| 2012/2013              | Алекс Тейшейра         | «Шахтар» (Донецьк)                 | 5                      | 4                      |
| 2013/2014              | Андрій Ярмоленко       | «Динамо» (Київ)                    | 4                      | 4 (1)                  |
| 2013/2014              | Едуардо да Сілва       | «Шахтар» (Донецьк)                 | 5                      | 4                      |
| 2014/2015              | Антон Котляр           | «Сталь» (Дніпродзержинськ)         | 3                      | 5 (4)                  |
| 2015/2016              | Андрій Ярмоленко       | «Динамо» (Київ)                    | 3                      | 4                      |
| 2015/2016              | Олександр Караваєв     | «Зоря» (Луганськ)                  | 8                      | 4                      |
| 2016/2017              | Андрій Ярмоленко       | «Динамо» (Київ)                    | 3                      | 3 (1)                  |
| 2017/2018              | Сергій Кисленко        | ФК «Львів»                         | 5                      | 5                      |
| 2018/2019              | Роберт Гегедош         | ФК «Минай»                         | 4                      | 4                      |
| 2019/2020              | Владислав Шарай        | «Альянс» (Липова Долина)           | 5                      | 4 (1)                  |
| 2020/2021              | Микола Буй             | «Епіцентр» (Дунаївці)              | 2                      | 4                      |
| 2021/2022              | Достроково завершений  |                                    |                        |                        |
| 2022/2023              | Не проводився          |                                    |                        |                        |
| 2023/2024              | Дмитро Кулик           | ФК «Кудрівка»                      | 3                      | 4                      |
| 2023/2024              | Андрій Штогрін         | «Чорноморець» (Одеса)              | 4                      | 4                      |
| 2024/2025              | Богдан Оринчак         | «Пробій» (Городенка)               | 4                      | 4                      |

## Гвардійці в історії Кубка України
Станом на 2 січня 2023 року
|    | Гравець               | Клуб                                                                                                  | Ігри |
| -- | --------------------- | --- | ---- |
| 1  | Руслан Костишин       | «Адвіс», «Поділля» Хм, ЦСКА, «Дніпро» Дн, «Кривбас»                                                   | 63   |
| 2  | Олександр Шовковський | «Динамо» К, «Динамо-3»                                                                                | 60   |
| 3  | Олександр Чижевський  | «Карпати», «Металург» З, «Таврія», «Волинь», «Закарпаття»                                             | 58   |
| 4  | Олександр Головко     | «Таврія» С, «Динамо» К                                                                                | 56   |
| 4  | Геннадій Зубов        | «Сталь» А, «Шахтар» Д, «Іллічівець», «Металург» Д, «Зоря» Л, «Комунальник»                            | 56   |
| 4  | Володимир Єзерський   | «Гарай», «Карпати» Л, «Динамо» К, «Кривбас», «Дніпро» Дн, «Шахтар» Д, «Зоря» Л, «Таврія» С, «Говерла» | 56   |
| 4  | Віталій Рева          | «Поліграфтехніка», ЦСКА, «Динамо» К, «Таврія» С, «Арсенал» К                                          | 56   |
| 8  | Ротань Руслан         | «Дніпро» Дн, «Динамо» К                                                                               | 54   |
| 8  | Дмитро Шутков         | «Шахтар» Д                                                                                            | 54   |
| 10 | Андрій Воробей        | «Шахтар» Д, «Шахтар-2», «Дніпро» Дн, «Арсенал» К, «Металіст» Х                                        | 53   |

### Наймолодші футболісти
| # | Вік                           | Гравець          | Дата народження | Перший матч    | Клуб           |
| - | ----------------------------- | ---------------- | --------------- | -------------- | -------------- |
| 1 | 14 років, 10 місяців і 7 днів | Руслан Єрмоленко | 18 жовтня 1983  | 25 серпня 1998 | «Динамо-3»     |
| 2 | 15 років, 3 місяці і 9 днів   | Ілля Шевцов      | 13 квітня 2000  | 22 липня 2015  | «Кристал» Х    |
| 3 | 15 років, 5 місяців і 7 днів  | Андрій Різник    | 15 березня 2000 | 22 серпня 2015 | ФК «Тернопіль» |

## Клуби з нижчих дивізіонів у півфіналах та фіналах
Станом на 23 квітня 2025 року
| Сезон     | Команда                               | Стадія     | Суперник               | Рахунок  |
| --------- | ------------------------------------- | ---------- | ---------------------- | -------- |
| 2005–2006 | (перша ліга) «Карпати» (Львів)        | 1/2 фіналу | «Динамо» (Київ)        | 0:3      |
| 2009–2010 | (перша ліга) «Волинь» (Луцьк)         | 1/2 фіналу | «Таврія» (Сімферополь) | 1:2      |
| 2012–2013 | (перша ліга) ФК «Севастополь»         | 1/2 фіналу | «Шахтар» (Донецьк)     | 2:4      |
| 2013–2014 | (друга ліга) «Славутич» (Черкаси)     | 1/2 фіналу | «Шахтар» (Донецьк)     | 0:3 (дч) |
| 2016–2017 | (перша ліга) МФК «Миколаїв»           | 1/2 фіналу | «Динамо» (Київ)        | 0:4      |
| 2017–2018 | (друга ліга) «Дніпро-1» (Дніпро)      | 1/2 фіналу | «Динамо» (Київ)        | 1:4      |
| 2018–2019 | (перша ліга) «Інгулець» (Петрове)     | фінал      | «Шахтар» (Донецьк)     | 0:4      |
| 2018–2019 | (перша ліга) «Дніпро-1» (Дніпро)      | 1/2 фіналу | «Шахтар» (Донецьк)     | 0:2      |
| 2019–2020 | (перша ліга) ФК «Минай»               | 1/2 фіналу | «Динамо» (Київ)        | 0:2      |
| 2020–2021 | (перша ліга) «Агробізнес» (Волочиськ) | 1/2 фіналу | «Динамо» (Київ)        | 0:3      |
| 2024–2025 | (перша ліга) «Буковина» (Чернівці)    | 1/2 фіналу | «Динамо» (Київ)        | 1:4      |

«Дніпро-1» (Дніпро) — єдиний клуб, який вийшов до 1/2 фіналу бувши у статусі команди як другої ліги, так і першої.
«Інгулець» (Петрове) — єдиний клуб, який вийшов у фінал з нижчих дивізіонів.

## Галерея

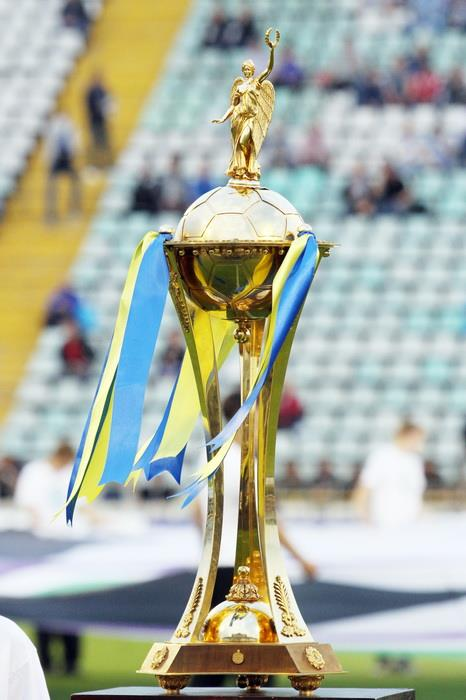
Кубок України, що вручався до 2025 року.